# Амин Вардак
Амин Вардак (пушту امین وردګ; род. 1951) — один из влиятельных лидеров афганских моджахедов. Эмигрировал во Францию в 1995 году.

## Биография
Родился в провинции Вардак в 1951 году. Получил образование в Кабульском университете.
Когда началась Афганская война он примкнул к рядам моджахедов. Отец познакомил его с Ахмедом Гейлани, лидером группировки Национальный исламский фронт Афганистана. Воевал в провинциях Газни и Кабул. В 1987 году Амину сократили поставки вооружения, в связи с этим он перешел в группировку Юнуса Халеса. Амин Вардак обвиняет группировки моджахедов в том, что они недостаточно сосредоточились на войне против правительства ДРА. Вместо этого они больше беспокоились о своем собственном захвате власти и своих политических целях.
В 1992 году когда коммунистическое правительство пало, Амин Вардак впервые в истории Афганистана провёл свободные выборы губернатора в провинции Вардак. Цель состояла в том, чтобы обеспечить политическую стабильность для населения, опасавшегося распространения боевых действий на их территорию. Амин Вардак не выдвигал свою кандидатуру на этот пост. По итогам выборов губернатором провинции Вардак стал брат Амина, Рохани Вардак.
В 1995 году Амин Вардак был вынужден эмигрировать из Афганистана по политическим мотивам. С тех пор Амин Вардак живет во Франции, но часто посещает Афганистан. Амин является одним из тех немногих бывших командиров, которые не участвовали ни в одной этнической войне.